# Hans Jakob Zörnlin
Hans Jakob Zörnlin (* 22. Oktober 1588 in Basel; † 7. September 1659 in Liestal) war ein Schweizer Offizier in fremden Diensten und Beamter.

## Leben
Hans Jakob Zörnlin wurde als Sohn des Veit Zörnlin (* Juli 1557; † 17. Mai 1627 in Basel), Domstiftschaffner und dessen Ehefrau Magdalena (* 1560 in Basel; † nach 1604), Tochter des Johannes Spyrer (1519–1567), Hutmacher und Domprobstei-Schaffner, geboren. Seine Geschwister waren:
- Emanuel Zörnlin (* 1586 in Basel; † 1626), verheiratet mit Veronika Kunzmann (* 1596; † nach 1626);
- Judith Zörnlin (* 1597 in Basel; † 1667), verheiratet mit Emanuel Stupanus (1587 in Basel; † 1664), Professor der Medizin.

Hans Jakob Zörnlin erhielt eine Ausbildung zum Seidenhändler in Basel und Nürnberg und besuchte von 1607 bis 1610 verschiedene Mittelmeerländer sowie Deutschland.
1612 wurde er Krämer in Basel und verpflichtete sich 1616 als Hauptmann bei den Schweizer Truppen in venezianischen Diensten unter Peter Melander von Holzappel. Von 1623 bis 1625 war er Stadthauptmann von St. Gallen und trat dann wieder in venezianische Dienste. 1630 wurde er Oberstleutnant in Basel und war von 1631 bis 1635 Landvogt von Homburg und anschliessend von 1635 bis 1648 von Waldenburg, hierbei wurde er 1647 Oberst der eidgenössischen Artillerie aufgrund des Defensionales von Wil. Von 1650 bis 1653 stand der der Schlüsselzunft in Basel als Zunftmeister vor. 1653 war er Kommandant der obrigkeitlichen Basler Truppen im Bauernkrieg.
Von 1654 bis 1656 war er eidgenössischer Landvogt in Lugano und anschliessend Ratsherr in Basel. 1658 wurde er zum Schultheiss von Liestal, wo er ein Jahr später an Syphilis starb. Zörnlin galt in der ganzen Eidgenossenschaft als Autorität in militärischen Fragen.
Hans Jakob war seit 1611 in 1. Ehe mit Maria (* 1590; † 13. Januar 1621 in Basel), Tochter des Hieronymus Burckhardt (* 1547 in Basel; † 1619), Schaffner des Deutschritterordens (er verwaltete die nach der Reformation verweltlichten Güter des Ordens im Auftrag der Stadt Basel) und Oberstmeister in der Gesellschaft zum Rebhaus. Gemeinsam hatten sie zwei Kinder:
- Anna Zörnlin (* 1613 in Basel; † 1634), verheiratet mit Johannes Schwarz (* 1606 in Basel; † nach 1643), Musterschreiber (führte das Verzeichnis über die Truppen);
- Christoph Zörnlin (* 1615 in Basel; † unbekannt).

Seit 1623 war er in 2. Ehe mit Judith, Tochter des Hans Christoph Gmünder, Kaufmann in St. Gallen, verheiratet. Von den Kindern ist namentlich bekannt:
- Elisabeth Zörnlin, verheiratet mit Christoph Scherer.

## Schriften (Auswahl)
- Christoph Scherer; Hans Jakob Zörnlin; Elisabeth Zörnlin; Georg Decker: Als der ehrwürdige und wolgelehrte Herr M. Christophorus Scherer seinen hochzeitlichen Ehren-Tag begehet mit der viel-züchtigen und tugendreichen Jungfrauen Elisabetha Zörnlein, des edlen, gestrengen fürnemmen und weisen Herren Hans-Jacob Zörnleins, Obersten-Leutenants und Raths der Statt Basel eheleibliche Tochter, montags den 15. Sept. im Jahr unserer Heylwerdung MDCLI sind zu Ehren desselben diese Hirten-Gespräch von guten Bekandten übergeben worden. Basel: Bey Georg Decker, 1651.